# Hồng cầu đóng gói
Hồng cầu đóng gói, còn được gọi là tế bào đóng gói, là các tế bào hồng cầu đã được tách ra để truyền máu. Chúng thường được sử dụng trong bệnh thiếu máu, là một trong hai triệu chứng gây ra hoặc khi hemoglobin ít hơn 70-80 g / L (7-8 g / dL). Ở người trưởng thành, máu mang đến mức huyết sắc tố khoảng 10 g/L (1 g/dL). Truyền máu nhiều lần có thể được yêu cầu ở những người đang điều trị hóa trị ung thư hoặc những người bị rối loạn huyết sắc tố. Kiểm tra chéo thường được yêu cầu trước khi máu được đưa ra. Nó được đưa vào cơ thể bằng cách tiêm vào tĩnh mạch.
Tác dụng phụ bao gồm phản ứng dị ứng như sốc phản vệ, phá vỡ hồng cầu, nhiễm trùng, quá tải thể tích và tổn thương phổi. Với các phương pháp chuẩn bị hiện tại ở các nước phát triển, nguy cơ nhiễm virus như viêm gan C và HIV / AIDS là ít hơn một phần triệu. Tuy nhiên, nguy cơ lây nhiễm cao hơn ở các nước thu nhập thấp. tế bào hồng cầu được đóng gói được sản xuất từ máu toàn phần hoặc bằng phương pháp apheresis. Chúng thường kéo dài trong ba đến sáu tuần.
Việc sử dụng rộng rãi hồng cầu đóng gói bắt đầu từ những năm 1960. Nó nằm trong Danh sách các loại thuốc thiết yếu của Tổ chức Y tế Thế giới, loại thuốc hiệu quả và an toàn nhất cần có trong hệ thống y tế. Tại Vương quốc Anh, chúng có giá khoảng 120 bảng mỗi đơn vị. Một số phiên bản đóng gói khác cũng tồn tại bao gồm máu toàn phần, bạch cầu giảm leukocyte và hồng cầu đã rửa sạch.

## Sử dụng trong y tế
Hồng cầu đóng gói được sử dụng để khôi phục khả năng mang oxy ở những người bị thiếu máu do chấn thương hoặc các vấn đề y tế khác, và cho đến nay là thành phần máu phổ biến nhất được sử dụng trong y học truyền máu. Trong lịch sử, chúng được truyền máu như một phần của máu toàn phần, nhưng hiện nay thường được sử dụng riêng rẽ như hồng cầu và các thành phần huyết tương.
Hơn 100 triệu đơn vị máu được thu thập mỗi năm trên khắp thế giới và khoảng 50% trong số này được truyền cho những người ở các quốc gia có thu nhập cao.